# Nipponitella
Nipponitella es un género de foraminífero bentónico de la subfamilia Schwagerininae, de la familia Schwagerinidae, de la superfamilia Fusulinoidea, del suborden Fusulinina y del orden Fusulinida. Su especie tipo es Nipponitella explicata. Su rango cronoestratigráfico abarca el Lopingiense (Pérmico superior).

## Discusión
Clasificaciones más recientes incluyen Nipponitella en la superfamilia Schwagerinoidea, y en la subclase Fusulinana de la clase Fusulinata. Algunas clasificaciones incluyen Darvasites en la subfamilia Darvasitinae.

## Clasificación
Nipponitella incluye a las siguientes especies:
- Nipponitella explicata †
  - Nipponitella explicata neimongolensis †
- Nipponitella sinensis †
- Nipponitella ussurica †